# Слід нашої туги
«Слід нашої туги» (фр. Le Fil, буквально «Нитка») — міжнародно-спродюсований фільм-драма 2009 року, поставлений режисером Мехді Бен Аттіа.

## Сюжет
Малік — молодий хлопець, який намагається приховувати свою гомосексуальність від оточення і від власної сім'ї. Він повертається з Франції на батьківщину в Туніс, щоб попрощатися з батьком, який помирає від раку. Хлопець закохується у Білала, красивого араба, що прислуговує у будинку матері (Клаудія Кардинале). Тонкі, ледве помітні натяки з боку Маліка незабаром приносять результат: Білал починає реагувати на його залицяння і відповідає взаємністю. Але герой все більше заплутується в павутині брехні, яка його оточує: він збирається укласти шлюб з подругою лесбійкою і дати їй свою сперму для штучного запліднення.
Мати Маліка — католичка, багато років тому вийшла заміж за мусульманина, і тоді цей шлюб закінчився скандалом. Вона шокована, коли застає Маліка в ліжку з Білалом. Їй належить зробити вибір і вирішити, що краще: втратити зв'язок із сином або примиритися з його природою.

## У ролях
| Клаудія Кардинале        | ···· | Сара   |
| Антонен Сталі-Вішванадан | ···· | Малік  |
| Салім Кеш'юш             | ···· | Білал  |
| Дрісс Рамді              | ···· | Хакім  |
| Рамла Аярі               | ···· | Сирін  |
| Алі Мрабет               | ···· | Вассім |
| Абір Беннані             | ···· | Лейла  |
| Ріхаб Мейрі              | ···· | Вафа   |

## Відгуки критиків
Брент Гатінгер (витяг з рецензії на AfterElton.com):
| \| \| «Фільм цікавий своїм підходом до дослідження теми расових і культурних відмінностей. Він служить нагадуванням про те, що якими б гострими не були расові протиріччя в США, в інших країнах справи йдуть ще гірше. Але найголовніше, що коли справа доходить до расових протиріч, вони майже завжди переплітаються з проблемою соціальної нерівності». \| Оригінальний текст (англ.) Still, the movie is fascinating in one respect: as an exploration of race and culture. It's an interesting reminder that, as bad as racial conflicts can be in the United States, they can be even worse in other countries. But most importantly, the movie emphasizes that when it comes to race, the issue is almost always intertwined with the issue of class. | |
| | «Фільм цікавий своїм підходом до дослідження теми расових і культурних відмінностей. Він служить нагадуванням про те, що якими б гострими не були расові протиріччя в США, в інших країнах справи йдуть ще гірше. Але найголовніше, що коли справа доходить до расових протиріч, вони майже завжди переплітаються з проблемою соціальної нерівності». |

## Визнання
| Нагороди та номінації фільму «Слід нашої туги» | Нагороди та номінації фільму «Слід нашої туги» | Нагороди та номінації фільму «Слід нашої туги» | Нагороди та номінації фільму «Слід нашої туги» | Нагороди та номінації фільму «Слід нашої туги» | Нагороди та номінації фільму «Слід нашої туги» |
| Рік                                            | Кінофестиваль/кінопремія                       | Категорія/нагорода                             | Номінант                                       | Результат                                      | Результат                                      |
| ---------------------------------------------- | ---------------------------------------------- | ---------------------------------------------- | ---------------------------------------------- | ---------------------------------------------- | ---------------------------------------------- |
| 2010                                           | Міжнародний ЛГБТ-кінофестиваль в Сан-Франциско | Приз глядачів за найкращий художній фільм      | Слід нашої туги                                | Перемога                                       |                                                |